# Роэ, Джордж
Джордж Энтони Роэ (англ. George Anthony Rohe, 15 сентября 1874, Цинциннати, Огайо — 10 июня 1957, там же) — американский бейсболист, аутфилдер. Выступал в Главной лиге бейсбола в составах «Балтимор Ориолс» и «Чикаго Уайт Сокс». Победитель Мировой серии 1906 года.

## Биография
Джордж Роэ родился 15 сентября 1874 года в Цинциннати. Его родители, Антон и Анна, эмигрировали в США из Германии в 1850-х годах. Информации о детстве и юности Джорджа практически нет. Известно, что он играл за полупрофессиональные команды на западе штата Огайо, выходя на поле на третьей базе и кэтчером. В начале 1898 года его пригласил клуб B-лиги «Мобил Блэкбердс», где Роэ играл до середины мая. В сентябре он провёл неделю в составе команды из города Гранд-Рапидс. Сезон 1899 года Джордж отыграл в Данвилле.
В 1900 году он женился на Эмме Кремер и переехал в Нью-Йорк. Там Роэ играл за выставочную команду бизнесменов Макса и Юлиуса Фляйшманнов. Последний был мэром Цинциннати и приглашал игроков преимущественно оттуда. Эта команда часто встречалась с профессиональными клубами. Игру Джорджа оценили и в 1901 году он получил приглашение в «Балтимор Ориолс», игравших в только что созданной Американской лиге, и провёл за них четырнадцать матчей. Роэ неплохо играл на бите, но это не компенсировало его ошибок в защите. Уже в июне «Ориолс» отправили его в команду младшей лиги в Миннеаполис.
В 1902 и 1903 годах Джордж играл за «Сент-Джозеф Сэйнтс» в Западной лиге, ещё один сезон он провёл в «Нью-Орлеан Пеликанс». В августе 1905 года его контракт был выкуплен клубом «Чикаго Уайт Сокс» и он вернулся в Главную лигу бейсбола. Сезон 1906 года стал для Роэ пиком спортивной карьеры. По ходу регулярного чемпионата он выходил на вторую и третью базы и вместе с командой выиграл чемпионат Американской лиги, выйдя в Мировую серию. В финале против «Чикаго Кабс» «Уайт Сокс» считались аутсайдерами, но сумели выиграть серию, во многом благодаря действиям Джорджа. В первой игре его трипл и последующий ран помогли команде одержать победу со счётом 2:1. В третьей игре он также отличился триплом, принёсшим команде три очка. В заключительных пятом и шестом матчах серии Роэ выбил пять хитов. Его показатель отбивания в шести играх серии составил 57,1 %.
После столь удачного выступления владелец клуба Чарльз Комиски потребовал от главного тренера сделать Джорджа основным игроком третьей базы. На этой позиции он сыграл большую часть из своих 144 матчей в сезоне 1907 года, но эффективность игры на бите составила всего 21,3 %. Свой последний матч за команду Роэ провёл 6 октября. Весной следующего года его отчислили. Газеты писали, что путь от полубога до изгоя он прошёл всего за полтора года.
С 1908 по 1912 год он играл в различных командах Южной Ассоциации, завершив карьеру в возрасте 37 лет. После этого он устроился на работу на сталелитейный завод в Пенсильвании, но из-за болезни был вынужден уйти оттуда. Затем Роэ работал фотографом, выйдя на пенсию в середине 1940-х годов. В 1957 году он перенёс два инсульта, второй стал роковым. Джордж скончался в больнице в Цинциннати 10 июня 1957 года.